# Georg Glosauer
Georg Glosauer, česky Jiří Glosauer (22. června 1860, Svojšín – 9. června 1926, Velichov), byl český římskokatolický kněz německé národnosti a od roku 1917 pomocný biskup pražský.
Po kněžském svěcení v roce 1884 působil nejprve jako kaplan, od roku 1890 byl farářem v Pačejově a od roku 1892 v Boru. V roce 1904 se stal kanovníkem pražské metropolitní kapituly. Angažoval se mezi katolickými Němci, byl například předsedou arcidiecézního sdružení německého katolického dělnictva a příznivcem svazu německých katolíků. Dne 7. července 1917 byl jmenován pomocným biskupem pražské arcidiecéze a titulárním biskupem hermopolským. Zemřel v roce 1926 v hospici ve Velichově u Karlových Varů a byl pohřben ve svém rodišti.